# Kroeskoparassari
De kroeskoparassari (Pteroglossus beauharnaisii) is een vogel uit de familie Ramphastidae (Toekans). Deze vogel is genoemd naar Auguste de Beauharnais, hertog van Leuchtenberg, die in 1829 een exemplaar van deze vogel uit Zuid-Amerika had meegenomen.

## Verspreiding en leefgebied
Deze soort komt voor in het westelijk Amazonebekken van oostelijk Peru tot noordelijk Bolivia en westelijk Brazilië bezuiden de Amazonerivier.

## Status
De grootte van de populatie is niet gekwantificeerd maar de soort wordt omschreven als niet algemeen voorkomend. Op de Rode lijst van de IUCN heeft deze soort de status niet bedreigd.